# Kaşyayla, Canik
Kaşyayla là một xã thuộc quận Canik, tỉnh Samsun, Thổ Nhĩ Kỳ. Dân số thời điểm năm 2010 là 257 người.